# TIGHTROPE (9mm Parabellum Bulletのアルバム)
『TIGHTROPE』（タイトロープ）は、日本のロック・バンド・9mm Parabellum Bulletが2022年8月24日に日本コロムビアから発売した9枚目のオリジナル・アルバムである。

## 概要
トリビュート・アルバム『CHAOSMOLOGY』を含めると実に2年ぶり。オリジナル・アルバムのみに絞ると『DEEP BLUE』以来実に3年ぶりのフルアルバムとなる。バンドにとってのメモリアルナンバー・9枚目のアルバムであり、結成18年目のアルバムであることから、CDの初回限定生産盤には、これまでのバンドのアーティスト写真とともに、活動を振り返る『9mm Parabellum Bullet 1(+)8(=9)th Anniversary -Official Portrait History-』が付属している。前作『DEEP BLUE』以降発売されたシングル曲で「Blazing Souls」のみ本作には収録されなかった。

## 収録曲
全作詞：菅原卓郎(#8を除く)　全作曲：滝善充
1. Hourglass [2:38]
  - この曲のギターレコーディング中に、ボーカルの菅原の父が亡くなり、歌詞にもその時の心情が反映されている[1]。
2. One More Time [3:26]
  - 7th配信シングル。
  - 結成20周年記念ベストアルバム『THE ULTIMATE COLLECTION -20Years, 20Bullets-』収録。
3. All We Need Is Summer Day [2:42]
  - 歌詞を書いた菅原が、「この時期ならではの“夏フェス讃歌”にしたらいいんじゃない？」とスタッフから言われたことがきっかけとなって書かれた夏のアンセム[2]。
4. 白夜の日々 [3:03]
  - 11thシングル。
  - シングルとアレンジが異なっている。
5. 淡雪 [3:56]
  - 7thアルバム『BABEL』を制作していた段階よりも前からあった曲。作曲者の滝が、自身のスタジオを作った時に原型ができ、そこから4回ほどの作り直しを重ね、今回ようやく収録されることとなった[1]。
6. Tear [1:55]
  - 5/8と6/8に分けることのできる11/8拍子と、三連符の4/4拍子からなる変拍子の曲。
  - 「淡雪」同様、『BABEL』期に曲自体は存在していたものの、「ちょっとやり過ぎてる」という理由からその際には収録はされず、今回晴れて収録される形となった[1]。
7. タイトロープ [4:15]
  - 本アルバムの表題曲であり、本アルバム内で最後にできた曲。
  - 作詞の菅原が「レコーディング当日まで歌詞が完成しなかった」とインタビューで語っている[3]。
8. Spirit Explosion [3:46]
  - 8th配信シングル。
  - インストゥルメンタル。アルバムにインストゥルメンタルが収録されるのは5枚目『Dawning』の「Wild West Mustang」以来9年ぶり。
  - 元々は2020年にリリースした「Blazing Souls」時に、新日本プロレスのテーマソング候補曲として書き下ろされた楽曲である[2]。
9. 泡沫 [4:22]
  - 6th配信シングル。
10. 煙の街 [4:45]
  - ギターに掛かっているコーラスはBOSSのCE-3である[4]。